# Celtis latifolia
Celtis latifolia là một loài thực vật có hoa trong họ Cannabaceae. Loài này được (Blume) Planch. mô tả khoa học đầu tiên năm 1873.